# Géographie de l'Estonie

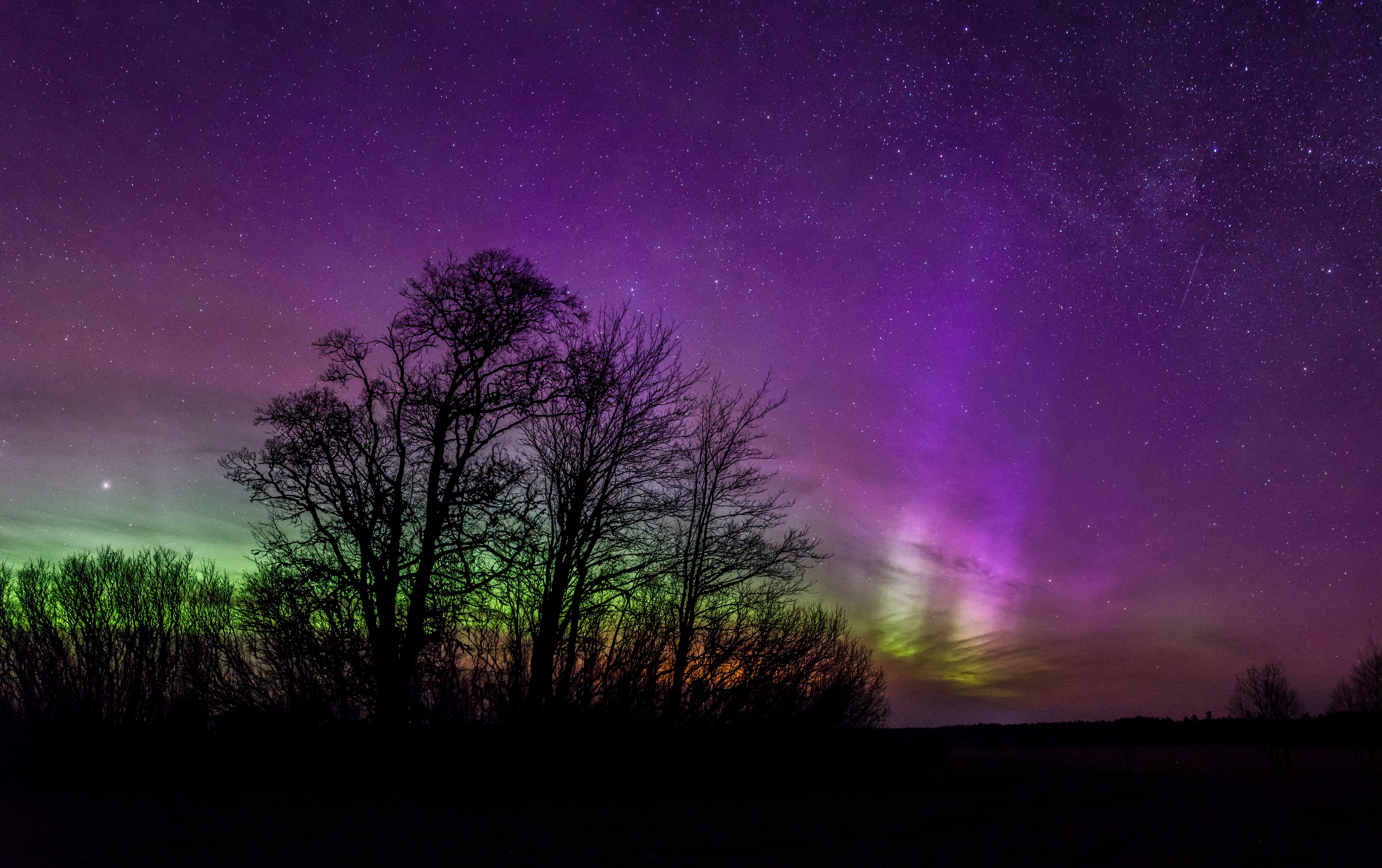
Aurore polaire en Estonie. Mars 2015.

L'Estonie est un pays européen, situé au sud de la Finlande, au nord de la Lettonie et à l'ouest de la Russie. Ce pays est généralement regroupé avec la Lettonie et la Lituanie dans un ensemble géopolitique appelé pays baltes ou « pays baltiques ».

## Situation et conditions naturelles

### Situation
L'Estonie est située en Europe du Nord, sur la côte est de la mer Baltique. C'est donc la partie nord de la zone tempérée et sur la transition entre les climats maritimes et continentaux. Grâce au courant Nord-Atlantique chaud, toute l'Europe du Nord (dont l'Estonie) jouit d'un climat considérablement plus doux que, par exemple, les mêmes latitudes en Amérique du Nord. La mer Baltique cause de grandes différences de climat entre les zones côtières et continentales.
Le point situé le plus au nord est l'île Vaindloo (59° 49′ 17″ N; sur la terre ferme — la péninsule Purekkari, 59° 40′ 27″ N) et le point le plus au sud se trouve près du village Naha (57° 30′ 32″ N). Les points extrêmes à l'ouest et à l'est sont, respectivement, l'île Nootamaa (21° 46′ 06″ E; sur la terre ferme — la péninsule Ramsi, 23° 24′ 28″ E) et Narva (28° 12′ 33″ E). Les plus grandes distances par route atteignent 400 km. En termes de durée de trajet, les endroits les plus éloignés sont des petites îles sans trafic régulier par bateau ni avion (le plus éloigné est l'île Ruhnu, à 65 km de la terre ferme).

### Démographie

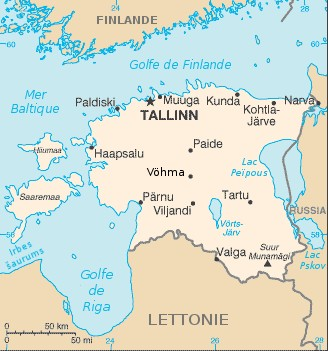
Villes d'Estonie

L'Estonie est un petit pays. Sa superficie (45 227 km2) est similaire à celle des Pays-Bas bien que sa population soit dix fois plus petite (1 439 197 habitants le 1/1/2000). Les pays voisins de l'Estonie sont la Russie à l'est, la Lettonie au sud, la Suède à l'ouest et la Finlande au nord. Ses frontières terrestres sont longues de 645 km, dont la moitié passent par des rivières et des lacs. Les frontières maritimes ont été établies en accord avec la Lettonie, la Finlande, la Russie et la Suède.

### Climat
Le facteur principal influençant le climat est l'océan Atlantique (particulièrement le courant Nord-Atlantique), qui d'ailleurs influence le climat de l'Europe tout entière. L'activité cyclonique de la partie nord de l'océan Atlantique détermine une variabilité très élevée du temps en Estonie et cause des vents forts, des précipitations élevées et des fluctuations abruptes de température. Les vents dominants de l'ouest amènent de l'air maritime humide loin dans le pays. Cela réchauffe l'air en hiver mais le refroidit en été. Par rapport aux moyennes européennes, le climat est caractérisé par un hiver plutôt froid, un printemps doux et un peu pluvieux, un été relativement chaud et un long et doux automne (température moyenne en juillet +16 °C ; température moyenne en février −9 °C).
La latitude élevée de l'Estonie engendre une grande différence de lumière de jour entre l'hiver et l'été. Les jours sont au plus court au solstice d'hiver : à Tallinn (au nord) 6 heures et 2 minutes et à Valga (Sud), 6 heures 39 minutes. La journée la plus longue, le solstice d'été, dure 18 heures 40 minutes et 18 heures 10, au nord et au sud respectivement. Le nombre annuel d'heures ensoleillées varie entre 1 600 et 1 900, étant plus élevé sur la côte et les îles et plus court à l'intérieur du pays. Cela correspond à moins de la moitié de la quantité maximale de soleil possible.

## Sources
- Fiche de l'Estonie sur le CIA World FactBook